# Stiria dyari
Stiria dyari är en fjärilsart som beskrevs av Hill 1924. Stiria dyari ingår i släktet Stiria och familjen nattflyn. Inga underarter finns listade i Catalogue of Life.